# 岩間神信合氣修練会

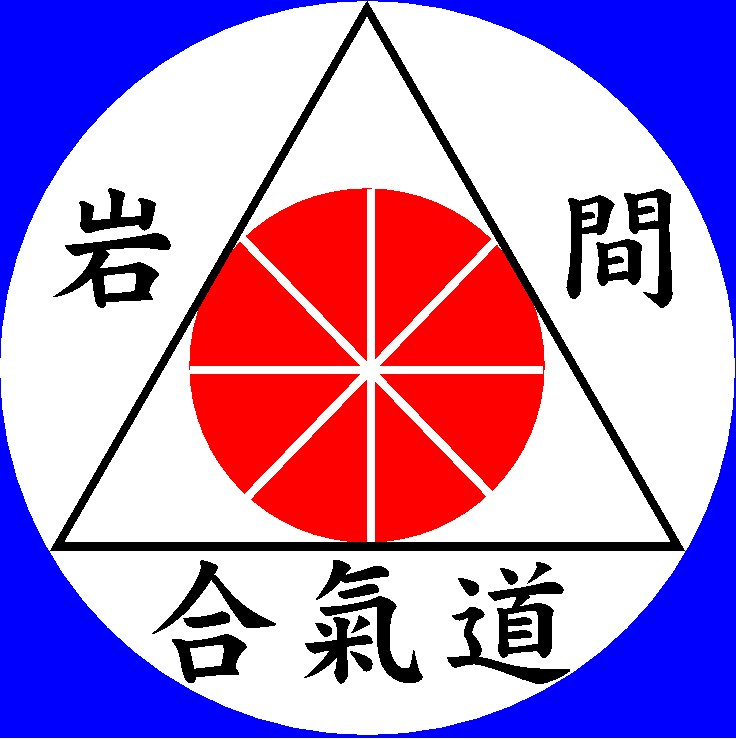
岩間神信合氣修練会

岩間神信合氣修練会（いわましんしんあいきしゅうれんかい）とは合気道開祖・植芝盛平の晩年に長く師事した斉藤守弘の息子である斉藤仁弘が主宰する合気道団体。茨城県笠間市を中心に活動している。
斉藤守弘時代は合気会に所属し、植芝盛平が太平洋戦争中に岩間に創建した合氣神社を管理しながら活動を続けていたが、斉藤守弘逝去後の2004年（平成16年）、合気会から独立した。
岩間時代における植芝盛平の技法を忠実に守ることを重視し、植芝盛平が1938年（昭和13年）に刊行した『武道』に掲載された写真に非常に近い技法を指導している。稽古方法もしっかり掴ませる『固い稽古』と呼ばれる稽古を重要視し、技の中で当身をはっきり表現する傾向がある。また、植芝盛平が編み出し、斉藤守弘が纏め上げた合気剣や合気杖を熱心に指導するなど、他の合気道団体では指導されない傾向にある武器技を重要視し、また武器技と体術との関連を重視する。なお岩間スタイルでは素手で行う合気道を『体術』と表現する。
それ以外にも手裏剣や、木刀での立ち木や横木の鍛錬打ち等、他の合気道各派ではあまり行われていない稽古法がある事でも知られる。
こうした技法内容は「岩間流」あるいは「岩間スタイル」とも呼ばれる。
学生や外国人等を合宿や内弟子として受け入れている事でも知られる。